# Richard Gradenwitz
Richard Gradenwitz (* 18. September 1863 in Berlin; † 22. Januar 1925 in Baden-Baden) war ein deutscher Flugpionier, Ingenieur und Unternehmer.

## Leben
Richard Gradenwitz, Sohn des Bankiers Louis Gradenwitz, studierte Maschinenbau an der TH Karlsruhe. Dort wurde er Mitglied der Burschenschaft Germania (heute Teutonia). 1887 wurde er Mitinhaber einer „Maschinenfabrik und mechanischen Werkstatt“, die auf Manometer spezialisiert war. Später wurde Gradenwitz alleiniger Inhaber, und die Firma weitete ihr Angebot auf Ventile für Parseval-Luftschiffe, Zeppeline und ähnliche Luftschiffe aus.
Gradenwitz gehörte zu den Gründern und Aufsichtsräten der Motorluftfahrt-Studiengesellschaft GmbH, der Flugmaschinen Wright GmbH und der Luftfahrzeug-Gesellschaft.
Nach dem Niedergang der deutschen Luftfahrtindustrie nach dem Ersten Weltkrieg legte Gradenwitz' Firma den Schwerpunkt auf den Eisenbahnbau und auf die Automobilbranche. Später beteiligte er sich an der Knorr-Bremse GmbH und hielt 9 % an dem Grundkapital der daraus resultierenden Aktiengesellschaft.
Mit Gradenwitz' Tod wurde seine Firma in Richard Gradenwitz GmbH umbenannt, seine Witwe vermachte einen Teil seines Vermögens der Kaiser-Wilhelm-Gesellschaft, die damit die Gründung des KWI für Zellphysiologie (Gründungsdirektor Otto Warburg) teilweise finanzierte. Das neu errichtete Institutsgebäude trug bis 1973 die Bezeichnung „Richard-Gradenwitz-Bau“.

## Vereine und Ehrungen
Gradenwitz war langjähriges Vorstandsmitglied des Berliner Vereins für Luftschifffahrt. 1907 war er Mitbegründer und später Präsident des Kaiserlichen Aero-Clubs. Richard Gradenwitz wurde in die Deutsche Versuchsanstalt für Luftfahrt einberufen, und nach seinem Tod zum ersten Vorsitzenden des Aufsichtsausschusses gewählt. Des Weiteren war er Ehrendoktor.